# Paula contra la mitad más uno
 Paula contra la mitad más uno  es una película filmada en colores de Argentina dirigida por Néstor Paternostro según su propio guion escrito en colaboración con Carlos A. Burone con diálogos de José Osvaldo Pizzini, que se estrenó el 11 de febrero de 1971 y que tuvo como protagonistas a Héctor Pellegrini, Dimma Zecchin, Raimundo Soto y Federico Luppi. Colaboró además en los dibujos  José Muñoz.

## Sinopsis
Instantes antes del partido con el equipo de River Plate, el equipo de fútbol de Boca Juniors es secuestrado.

## Reparto
- Héctor Pellegrini …Federico
- Dimma Zecchin …Paula
- Raimundo Soto …Johnny Stampone
- Federico Luppi …Mike González
- Juan Carlos Gené …Ice Cream
- Leonor Manso …Lina
- Owe Monk …Waiman
- Juan José Camero …Banana
- Gunter Jeannee
- Paul Chaprón
- Rodolfo Varela
- Jorge Ochoa …Jíbaro
- Roberto Bordoni …Italiano
- Eduardo Fasulo ...Cacho
- María Luisa Robledo …Rosa
- Silvio Marzolini …Cameo
- Norberto Madurga …Cameo
- Antonio Roma …Cameo
- Alberto J. Armando …Cameo
- Mariel Paternostro
- Roberto Luchetti
- Alfredo Illanez
- Orlando Rondó
- Ana Ferrari
- Atilio Regaló
- Jorge Sánchez
- Emilio Losada
- Guillermo Marín
- Carlos Alberto Ibáñez
- Elcides Ruiz
- Juan Carlos Lima
- Liliana Cabañero
- Eduardo Cicari
- Roberto Arnaez
- Antonio Rattín …Cameo
- Ángel Clemente Rojas …Cameo
- Rubén Suñé …Cameo
- Julio Meléndez …Cameo
- Rubén Sánchez …Cameo
- Lelio Lesser
- León Sarthié
- Bernardino Veiga
- José María Muñoz
- Faustino García
- Enrique Llamas de Madariaga
- Iván Carlos Berg

## Comentarios
En Tiempo Argentino opinó F.B. en 1985 a propósito de la exhibición del filme por televisión:

”Un film inquietante y hasta semiexperimental que deseaba romper un poco con la rutina estética de la generación anterior.”

Clarín dijo:

”A pesar de su humor…adolece empero de un déficit de fluidez y nervio en la continuidad del relato.”

En la revista Criterio escribió Jaime Potenze:

”Los antecedentes de Paternostro en el film publicitario lo perjudican, puesto que olvida quizás que una cosa es estructurar una película de un minuto, donde el clima general es regocijado…y otra …mantener la atención del público durante una hora y media, al servicio de una trama determinada.”

Manrupe y Portela escriben:

”Divertido catálogo de modas visuales y formales de fines de los ’60 según el lenguaje publicitario del momento. Con homenajes a distintos géneros, .”